# Alice di Lussemburgo
Alice di Lussemburgo (nome completo in francese Alix Marie Anne Antoinette Charlotte Gabrielle; Colmar-Berg, 24 agosto 1929 – Belœil, 11 febbraio 2019) è stata una principessa lussemburghese.

## Biografia
Nata nel castello di Berg, Alice era la figlia più giovane della granduchessa Carlotta di Lussemburgo e del principe Felice di Borbone-Parma, sorella del granduca Giovanni di Lussemburgo e zia dell'attuale granduca Enrico. I suoi nonni paterni erano Roberto I di Parma e Maria Antonia di Braganza, quelli materni Guglielmo IV di Lussemburgo e Maria Anna di Braganza.
Con i suoi fratelli e sorelle, trascorse l'infanzia nel castello di Berg fino all'arrivo dell'esercito tedesco nel Granducato, nel 1940. Per la grande famiglia ducale, iniziò l'esilio di cinque anni tra il Portogallo, gli Stati Uniti, il Regno Unito e il Canada. Alice Rientrò nel Lussemburgo nel 1945.
Nel 1950 sposò il principe Antonio de Ligne, rampollo di una nobile famiglia belga, pilota della Royal Air Force durante la seconda guerra mondiale e membro di una spedizione scientifica di diciassette mesi in Antartide.
Dopo il matrimonio la coppia si trasferì nel castello di Belœil in Belgio ed ebbe sette figli:
| Nome       | Nascita          | Morte | Note |
| ---------- | ---------------- | ----- | --- |
| Michele    | 26 maggio 1951   |       | capo della casa de Ligne dopo la morte del padre nel 2005, sposò nel 1981 Eleonora d'Orléans-Braganza (membro della Casa Imperiale del Brasile).                           |
| Wauthier   | 10 luglio 1952   |       | sposò nel 1976 la contessa Régine de Renesse. |
| Anna-Maria | 3 aprile 1954    |       | sposò nel 1981 Olivier Mortgat. |
| Cristina   | 11 agosto 1955   |       | sposò nel 1981 il principe brasiliano Antoine d'Orléans-Braganza, fratello di Eleonora, moglie del principe Michele.                                                       |
| Sofia      | 23 aprile 1957   |       | sposò nel 1982 il conte Philippe de Nicolay. |
| Lamoral    | 28 dicembre 1959 |       | sposò nel 2001 la contessa Jacqueline de Lannoy. |
| Jolanda    | 16 giugno 1964   |       | sposò nel 1994 Hugo Townsend (figlio di Peter Townsend, ex fidanzato della Principessa Margaret, contessa di Snowdon, sorella della Regina Elisabetta II del Regno Unito). |

È deceduta a Belœil l'11 febbraio 2019.

## Titoli e trattamento
- 24 agosto 1929 - 17 agosto 1950: Sua Altezza Reale, la principessa Alice di Lussemburgo, principessa di Nassau, principessa di Borbone-Parma
- 17 agosto 1950 - 26 giugno 1960: Sua Altezza Reale, la principessa Alice di Ligne, principessa di Lussemburgo, principessa di Nassau, principessa di Borbone-Parma
- 26 giugno 1960 - 3 marzo 1985: Sua Altezza Reale, la principessa ereditaria di Ligne, principessa di Lussemburgo, principessa di Nassau, principessa di Borbone-Parma
- 3 marzo 1985 - 21 agosto 2005: Sua Altezza Reale, la principessa di Ligne, principessa di Amblise, principessa di Épinoy, principessa di Lussemburgo, principessa di Nassau, principessa di Borbone-Parma
- 21 agosto 2005 - 11 febbraio 2019: Sua Altezza Reale, la principessa madre di Ligne, principessa di Lussemburgo, principessa di Nassau, principessa di Borbone-Parma

## Ascendenza
|                             |                       |                                           | Genitori                                    |  |  | Nonni |  |  | Bisnonni           |  |  | Trisnonni         |  |
|                             |                       |                                           |                                             |  |  |       |  |  | Carlo III di Parma |  |  | Carlo II di Parma |  |
|                             |                       |                                           |                                             |  |  |       |  |  | Carlo III di Parma |  |  | Carlo II di Parma |  |
|                             |                       | Maria Teresa di Savoia                    |                                             |  |  |       |  |  | Carlo III di Parma |  |  |                   |  |
| Roberto I di Parma          |                       |                                           |                                             |  |  |       |  |  | Carlo III di Parma |  |  |                   |  |
|                             |                       | Luisa Maria di Borbone-Francia            | Carlo Ferdinando di Borbone-Francia         |  |  |       |  |  |                    |  |  |                   |  |
|                             |                       | Luisa Maria di Borbone-Francia            | Carlo Ferdinando di Borbone-Francia         |  |  |       |  |  |                    |  |  |                   |  |
|                             |                       | Luisa Maria di Borbone-Francia            | Carolina di Borbone-Due Sicilie             |  |  |       |  |  |                    |  |  |                   |  |
| Felice di Borbone-Parma     |                       | Luisa Maria di Borbone-Francia            |                                             |  |  |       |  |  |                    |  |  |                   |  |
|                             |                       | Michele del Portogallo                    | Giovanni VI di Portogallo                   |  |  |       |  |  |                    |  |  |                   |  |
|                             |                       | Michele del Portogallo                    | Giovanni VI di Portogallo                   |  |  |       |  |  |                    |  |  |                   |  |
|                             |                       | Michele del Portogallo                    | Carlotta Gioacchina di Borbone-Spagna       |  |  |       |  |  |                    |  |  |                   |  |
| Maria Antonia di Braganza   |                       | Michele del Portogallo                    |                                             |  |  |       |  |  |                    |  |  |                   |  |
|                             |                       | Adelaide di Löwenstein-Wertheim-Rosenberg | Costantino di Löwenstein-Wertheim-Rosenberg |  |  |       |  |  |                    |  |  |                   |  |
|                             |                       | Adelaide di Löwenstein-Wertheim-Rosenberg | Costantino di Löwenstein-Wertheim-Rosenberg |  |  |       |  |  |                    |  |  |                   |  |
|                             |                       | Adelaide di Löwenstein-Wertheim-Rosenberg | Agnese di Hohenlohe-Langenburg              |  |  |       |  |  |                    |  |  |                   |  |
| Alice di Lussemburgo        |                       | Adelaide di Löwenstein-Wertheim-Rosenberg |                                             |  |  |       |  |  |                    |  |  |                   |  |
|                             | Adolfo di Lussemburgo | Guglielmo di Nassau                       |                                             |  |  |       |  |  |                    |  |  |                   |  |
|                             | Adolfo di Lussemburgo | Guglielmo di Nassau                       |                                             |  |  |       |  |  |                    |  |  |                   |  |
|                             | Adolfo di Lussemburgo | Luisa di Sassonia-Hildburghausen          |                                             |  |  |       |  |  |                    |  |  |                   |  |
| Guglielmo IV di Lussemburgo | Adolfo di Lussemburgo |                                           |                                             |  |  |       |  |  |                    |  |  |                   |  |
|                             |                       | Adelaide Maria di Anhalt-Dessau           | Federico Augusto di Anhalt-Dessau           |  |  |       |  |  |                    |  |  |                   |  |
|                             |                       | Adelaide Maria di Anhalt-Dessau           | Federico Augusto di Anhalt-Dessau           |  |  |       |  |  |                    |  |  |                   |  |
|                             |                       | Adelaide Maria di Anhalt-Dessau           | Maria Luisa Carlotta d'Assia-Kassel         |  |  |       |  |  |                    |  |  |                   |  |
| Carlotta di Lussemburgo     |                       | Adelaide Maria di Anhalt-Dessau           |                                             |  |  |       |  |  |                    |  |  |                   |  |
|                             |                       | Michele del Portogallo                    | Giovanni VI di Portogallo                   |  |  |       |  |  |                    |  |  |                   |  |
|                             |                       | Michele del Portogallo                    | Giovanni VI di Portogallo                   |  |  |       |  |  |                    |  |  |                   |  |
|                             |                       | Michele del Portogallo                    | Carlotta Gioacchina di Borbone-Spagna       |  |  |       |  |  |                    |  |  |                   |  |
| Maria Anna di Braganza      |                       | Michele del Portogallo                    |                                             |  |  |       |  |  |                    |  |  |                   |  |
|                             |                       | Adelaide di Löwenstein-Wertheim-Rosenberg | Costantino di Löwenstein-Wertheim-Rosenberg |  |  |       |  |  |                    |  |  |                   |  |
|                             |                       | Adelaide di Löwenstein-Wertheim-Rosenberg | Costantino di Löwenstein-Wertheim-Rosenberg |  |  |       |  |  |                    |  |  |                   |  |
|                             |                       | Adelaide di Löwenstein-Wertheim-Rosenberg | Agnese di Hohenlohe-Langenburg              |  |  |       |  |  |                    |  |  |                   |  |
|                             |                       | Adelaide di Löwenstein-Wertheim-Rosenberg |                                             |  |  |       |  |  |                    |  |  |                   |  |